# Hang Lạng Nắc
Hang Lạng Nắc còn có tên gọi khác là hang Miệng Hổ, hoặc người dân địa phương vẫn thường gọi là hang Pác Gảc, nằm sát km thứ 32 của Quốc lộ 1 cũ thuộc địa phận của xã Mai Sao, huyện Chi Lăng, tỉnh Lạng Sơn, Việt Nam. Mặc dù là di tích được xếp hạng cấp quốc gia từ năm 2004 nhưng cho đến nay, di tích khảo cổ học Hang động Lạng Nắc (thuộc thôn Lạng Nắc, xã Mai Sao, huyện Chi Lăng, tỉnh Lạng Sơn) vẫn chưa thực sự được quan tâm, bảo vệ. Nhiều người dân địa phương còn không hề biết đến sự tồn tại của di tích này.

## Tìm hiểu chung
Hang Lạng Nắc nằm ở độ cao khoảng 100m so với mặt thung lũng, cửa hang rộng 18m, cao 16m, hướng về phía đông. Dưới chân núi hang Lạng Nắc có con suối Mai Sao, là nơi đầu nguồn của sông Thương. Di tích này nằm trong một hệ sinh thái đa dạng, có núi đá, núi đất, đồi, thung lũng, sông suối...
Hang Lạng Nắc được nhân dân địa phương phát hiện và thông báo với Ty văn hóa Lạng Sơn, nay là Sở Văn hóa - Thể thao và Du lịch, Viện khảo cổ học Việt Nam vào năm 1968. Từ tháng 7 năm 1970, Viện khảo cổ học Việt Nam và Ty văn hóa Lạng Sơn đã thực hiện thám sát hang Lạng Nắc lần đầu tiên.